# Mollie Kyle
Mollie Kyle (Pueblo Osage, Territorio Indio de los Estados Unidos, 1 de diciembre de 1886-Condado Osage, Oklahoma, Estados Unidos, 16 de junio de 1937), también conocida como Mollie Burkhart o Mollie Cobb, fue una mujer india osage conocida por haber sobrevivido a los llamados Asesinatos de los Osage. Ganó fama tras el juicio contra el empresario William King Hale, debido a la cobertura informativa de los periódicos. Además, la actriz Lily Gladstone la interpretó en la película de Martin Scorsese, Los asesinos de la luna (2023).
Kyle nació en el Pueblo de los Osage en 1886 y fue obligada a tomar clases en un colegio católico, religión a la cual se convertiría finalmente. Se casó con Ernest Burkhart en 1917 y posteriormente la mayor parte de su familia fue asesinada en una conspiración liderada por William King Hale, tío de Burkhart, para hacerse con la herencia de la familia Osage. Kyle sobrevivió a un intento de envenenamiento y se divorció de Ernest en 1926. Se casó de nuevo en 1928, y falleció en 1937 a los 50 años de diabetes. 

## Primeros años
Mollie Kyle nació el 1 de diciembre de 1886 en el Pueblo de los Osage, dentro del Territorio Indio de los Estados Unidos (actualmente Condado Osage, Oklahoma), hija de James Cue Kyle y Lizzie Q. Kyle. 
Creció en Gray Horse, pueblo de Oklahoma, y fue obligada a tomar clases en una escuela católica en Pawhuska. Era católica y hablaba inglés e idioma osage. A principios del siglo XX, Mollie tenía un gran patrimonio gracias a su herencia familiar, pero resultó no tener capacidad jurídica para reclamarlo a causa de las leyes federales, que requerían a los nativos americanos tener un curador legal.Cuatro mujeres de la familia Kyle murieron de forma sospechosa entre 1921 y 1923, Minnie Smith, Anna Kyle Brown, Rita Smith y su madre Lizzie Q. Kyle. Mollie, escapó por poco de un destino similar. 

## Asesinatos de los Osage

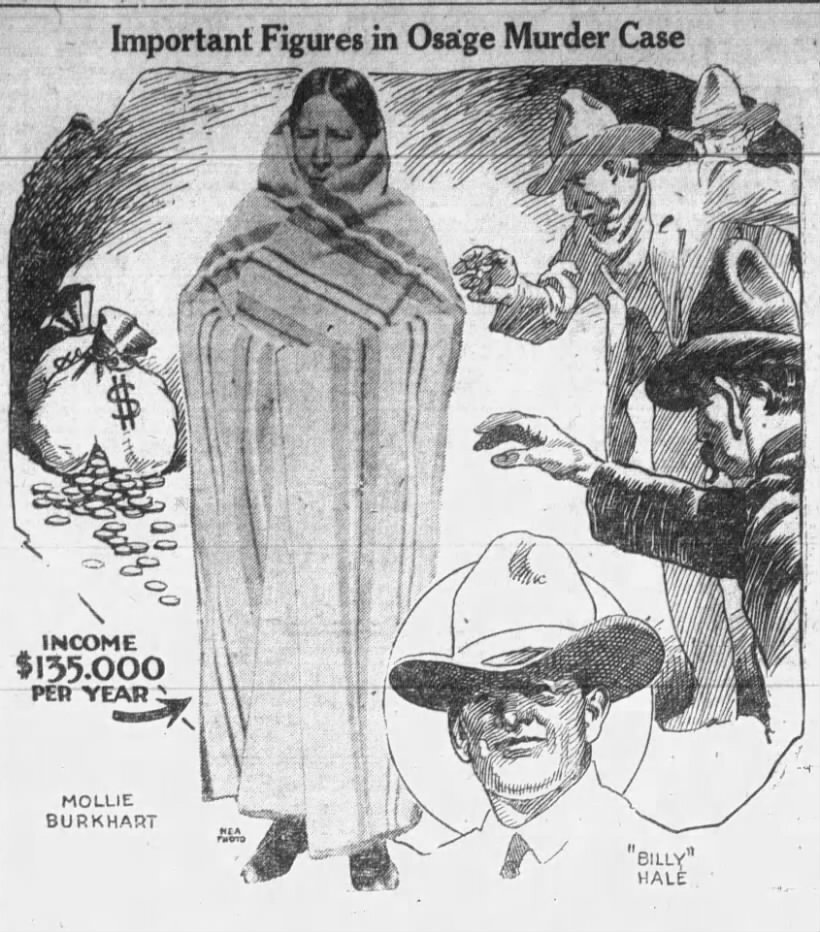
Caricatura política que representa a Mollie Kyle y a William King Hale en la edición dominical del Enid Morning News, el 7 de febrero de 1926.

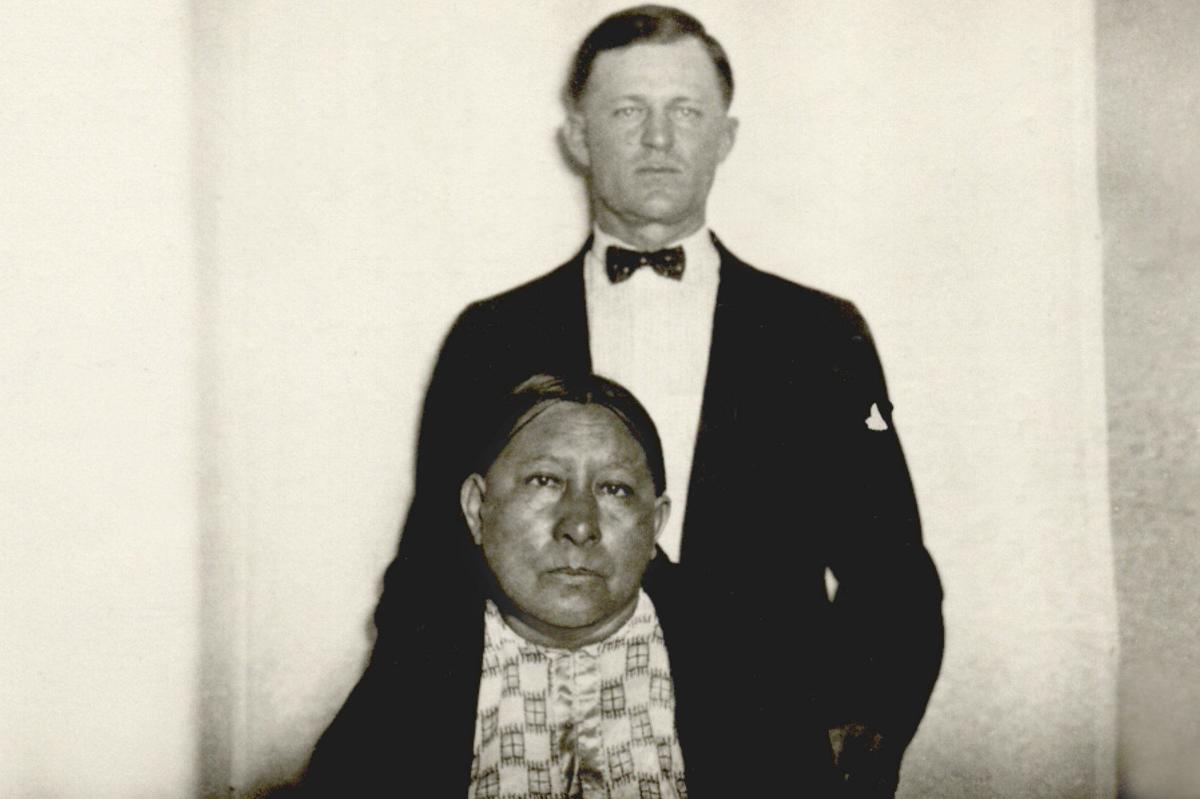
Mollie Kyle y su esposo Ernest Burkhart

Cuando se descubrió petróleo en la tierra en 1894, la tribu se encontraba entre las personas más ricas del mundo, lo que atraía a forasteros oportunistas que buscaban fortuna por medios dudosos. Después de que se descubriera petróleo bajo su reserva, en Oklahoma. Luego comenzaron a ser asesinados misteriosamente. Las estimaciones varían, pero aproximadamente veinticuatro indios Osage murieron de forma violenta o sospechosa a principios de la década de 1920. La mayoría de estos delitos ocurrieron en Fairfax o sus alrededores y rara vez fueron investigados por las autoridades locales. En 1923, después de que el número de muertos alcanzara más de dos docenas, el caso fue asumido por la Oficina de Investigaciones, entonces una oscura rama del Departamento de Justicia, que más tarde pasó a llamarse Oficina Federal de Investigaciones. El caso fue una de las primeras investigaciones importantes de homicidio del FBI. Después de que J. Edgar Hoover fuera nombrado director de la oficina, en 1924, envió un equipo de agentes encubiertos, incluido un agente nativo americano, a la reserva de Osage.Sus asesinos blancos a menudo se casaban con las víctimas antes de matarlas. Al estar en juego parte de las inmensas ganancias petroleras de la tribu, el plan los hizo ricos.
En 1923, en el apogeo del auge petrolero de los Osage, la tribu Osage obtuvo más de 30 millones de dólares en ingresos. Según la Ley de Asignación de Osage de 1906, todos los minerales del subsuelo dentro de la Reserva de la Nación Osage (actual condado de Osage, Oklahoma) eran propiedad tribal y estaban en fideicomiso del gobierno de los Estados Unidos. Los arrendamientos de minerales de Osage generaban regalías que se pagaban a la tribu en su conjunto, y cada adjudicatario recibía una parte igual, o derecho de propiedad, de los pagos. Un derecho de cabeza era hereditario y pasaba a los herederos legales inmediatos del adjudicatario fallecido. No era necesario ser un Osage para heredar un título Osage. 
El 24 de mayo de 1921, Mollie Burkhart, residente de la ciudad de Gray Horse, Oklahoma, en el asentamiento de Osage, comenzó a temer que algo le hubiera sucedido a una de sus tres hermanas, Anna Brown. Anna, de treinta y cuatro años y menos de un año mayor que Mollie, había desaparecido tres días antes.  Al igual que sus padres, Mollie y sus hermanas tenían sus nombres inscritos en el Osage Roll, lo que significaba que estaban entre los miembros registrados de la tribu. También significaba que poseían una fortuna. 
En 1917, Mollie se casó con Ernest Burkhart, sobrino de William King Hale,  el autoproclamado “Rey de las Colinas Osage”, un miembro prominente y muy respetado de la comunidad. La pareja tuvo tres hijos: Elizabeth, James y Anna. Anna murió de tos ferina siendo niña. Tras el matrimonio, Ernest y su tío, William King Hale, conspiraron para matar a las hermanas, la madre y la familia entera de Mollie, y así obtener el control de la herencia de los Osage. Estos sucesos se conocen como los Asesinatos de los Osage.
En 1918, su hermana Minnie Smith murió de una "debilitante enfermedad", aunque ahora se cree que fue envenenada. Anna Brown, otra de sus hermanas, fue asesinada por un disparo en mayo de 1921. Al mes siguiente, murió su madre. Rita Smith, otra hermana de Mollie, falleció a causa de una explosión junto a su marido Bill Smith en 1923. El primer marido de Mollie, Henry Roan, fue asesinado ese mismo año. 
Los investigadores de los casos ligaron los asesinatos a Ernest Burkhart y su tío, William King Hale, por lo que fueron arrestados. Tras la detención de su marido, Mollie se recuperó de una enfermedad que había estado debilitándola durante largo tiempo, la cual se cree ahora fue por un envenenamiento. Se divorció de Ernest en 1926 tras que este confesara su participación en los asesinatos. 

## Vida posterior y muerte
Mollie se casó con John Cobb en 1928. En 1931, consiguió finalmente deshacerse de su tutela legal y tomó el control de su herencia familiar. Falleció el 16 de junio de 1937 y se encuentra enterrada en el Cementerio del Pueblo Indio de Greyhorse, en el Condado Osage. 

## En la cultura popular
Mollie fue interpretada por Lily Gladstone en la película de Martin Scorsese Los asesinos de la luna (2023). La película se centra principalmente en estos asesinatos, está basada a su vez en el libro no ficticio Los asesinos de la luna de las flores: Los crímenes en la nación Osage y el nacimiento del FBI (2017), de David Grann. 